# Echinophora platyloba
Echinophora platyloba är en flockblommig växtart som beskrevs av Dc. Echinophora platyloba ingår i släktet Echinophora och familjen flockblommiga växter. Inga underarter finns listade i Catalogue of Life.